# Ziortza-Bolibar
Ziortza-Bolibar és un municipi de la província de Biscaia, País Basc, pertanyent a la comarca de Lea-Artibai.